# Cabranes
Cabranes – gmina w Hiszpanii, w prowincji Asturia, w Asturii, o powierzchni 38,31 km². W 2011 roku gmina liczyła 1074 mieszkańców.